# Zheng Tianxiang
Zheng Tianxiang (chiń. upr. 郑天翔; chiń. trad. 鄭天翔; pinyin Zhèng Tiānxiáng; ur. 1 sierpnia 1914, zm. 10 października 2013) – chiński polityk, przewodniczący Najwyższego Sądu Ludowego w latach 1983–1988.
Pochodził z Liangcheng w Mongolii Wewnętrznej, ukończył studia na pekińskim Uniwersytecie Tsinghua. Od 1936 roku członek KPCh. W latach 80. był członkiem Centralnej Komisji Doradczej.